# 마이클 펜

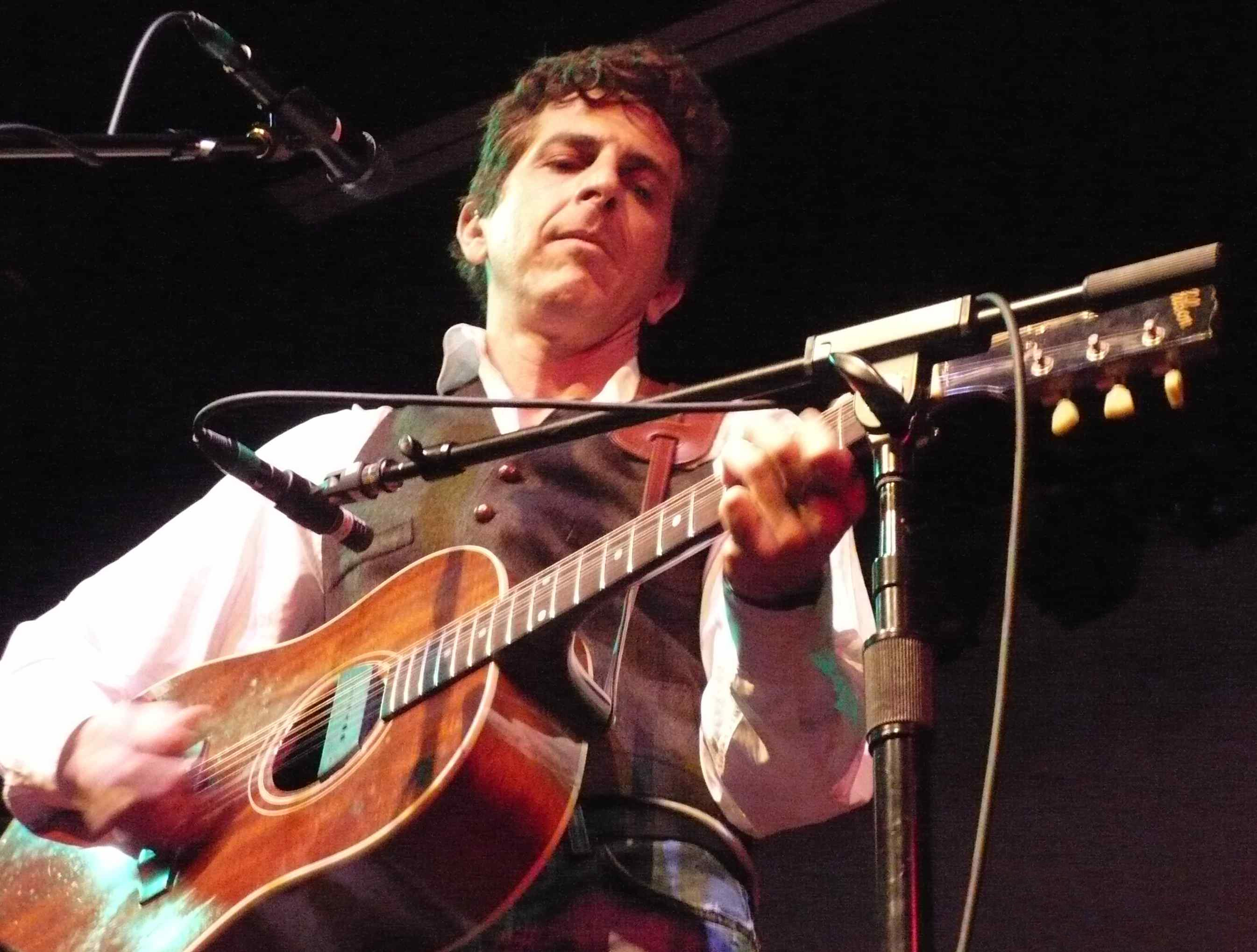

마이클 펜(Michael Penn, 1958년 8월 1일 ~ )은 미국의 싱어송라이터이자 작곡가이다. 미국의 가수이자 작곡가와 싱어송라이터로 유명했던 숀 펜의 형이기도 하다. 싱어송라이터이자 영화 작곡가로서 좋은 평가를 받았다.

## 생애
미국 뉴욕에서 아버지인 리오 펜과 어머니인 에밀리 라이언의 사이에서 3남 중 장남으로 태어났다. 마이클 펜은 1971년 영화배우로 첫 데뷔하고 있다가 1983년에 가수로 데뷔하고 1989년에 활동하고 케이트 도넌을 만나 1992년에 결혼하여 슬하에 아들 1명을 두고 있다가 1996년에 이혼하고 에이미 맨을 만나 1998년에 재혼하여 슬하에 딸 1명을 두고 있는데 아들은 리암 펜이 있다.

## 디스코그래피

### 스튜디오 음반
- March
- Free-for-All
- Resigned
- MP4: Days Since a Lost Time Accident
- Mr. Hollywood Jr., 1947

### 컴필레이션 음반
- Cinemascope (collection of film score tracks) (2005)
- Palms and Runes, Tarot and Tea: A Michael Penn Collection (2007)

## 참여 영화 작품
- 리노의 도박사
- 부기 나이트
- 라스트 키스 (2006년 영화)
- 선샤인 클리닝
- 그날 오후: 지는 해를 보기 싫었다
- 바운더리스